# Berginus tamarisci

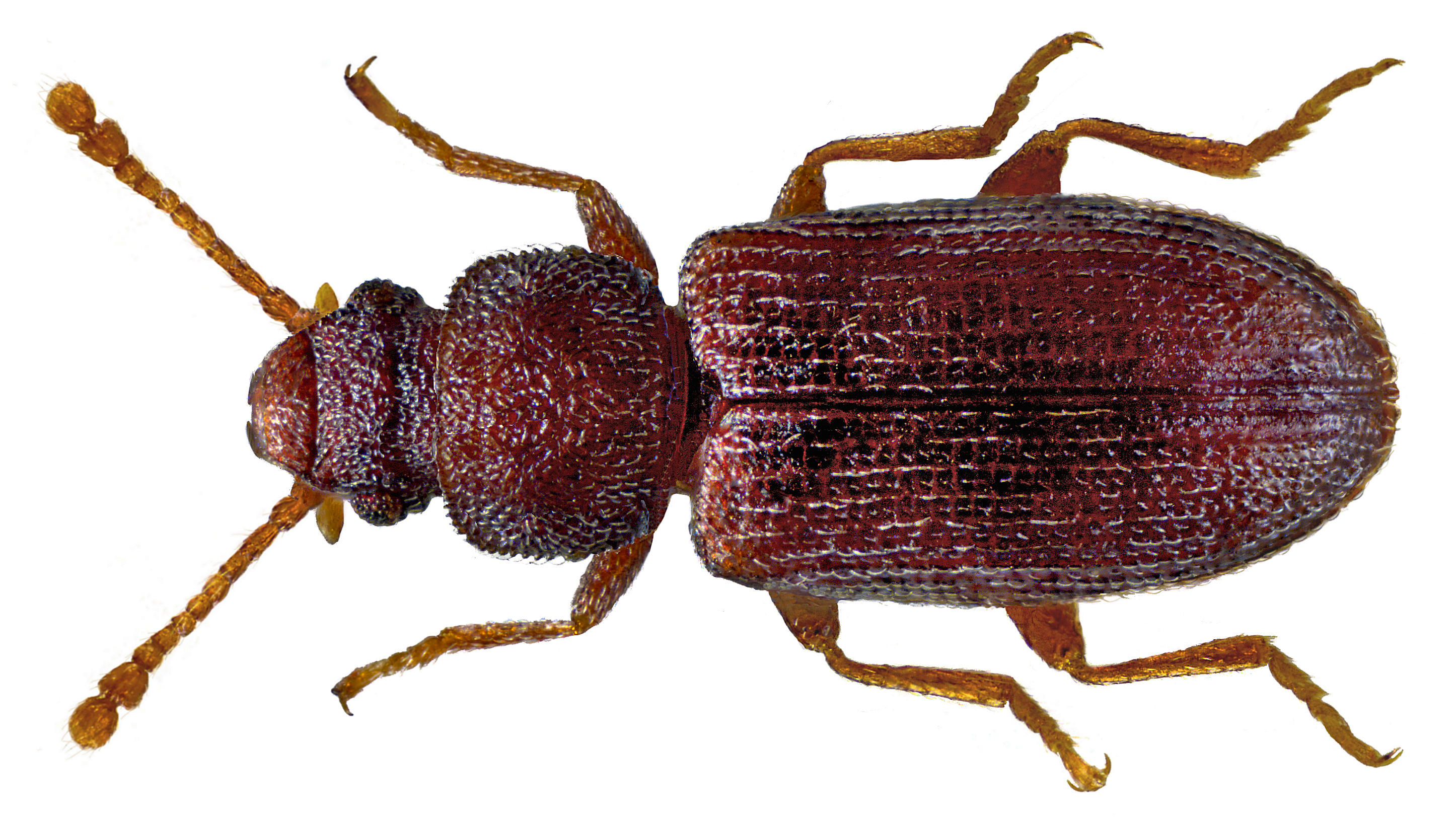
Präparat

Berginus tamarisci ist ein Käfer aus der Familie der Baumschwammkäfer (Mycetophagidae). Erstbeschreiber der Käferart ist der englische Entomologe Thomas Vernon Wollaston. Die Art ist die einzige der Gattung in Europa. Das Art-Epitheton tamarisci bezieht sich auf die Pflanzengattung der Tamarisken, die im Mittelmeerraum vorkommt und eine wichtige Wirtspflanze der Käferart ist.

## Merkmale
Die Käfer erreichen eine Länge von 1,5–2,1 mm. Sie sind rotbraun bis pechbraun gefärbt und besitzen im Gegensatz zu anderen Baumschwammkäfer-Gattungen einen schmalen Halsschild sowie eine 2-gliedrige Fühlerkeule. Der Halsschild ist weniger breit als die Flügeldecken. Die Halsschildseiten sind parallel. Der Halsschild ist kaum breiter als lang. Kopf und Augen sind annähernd so breit wie der Halsschild. Der Clypeus wird von der Stirn durch eine eingeschnittene Bogenfurche getrennt. Kopf und Halsschild sind grob punktiert. Die Flügeldecken weisen scharfe Punktstreifen auf. Diese sowie die Zwischenräume sind kurz anliegend behaart.

## Verbreitung
Berginus tamarisci ist hauptsächlich im europäischen Mittelmeerraum, im Nahen Osten und in Nordafrika verbreitet. Die Käfer kommen auch auf Madeira und auf den Kanarischen Inseln vor. Nördliche Funde stammen aus Frankreich, der Schweiz, Deutschland und Schweden. In Deutschland wurde die Art erstmals im Jahr 1924 in einem Lager in Halle (Saale) gefunden, wohin sie offenbar zusammen mit dem Kakteengewächs Selenicereus grandiflorus gelangte. In Deutschland galt die Art in der Vergangenheit als recht selten. Die Käfer wurden hauptsächlich am Ober- und Niederrhein gefunden. Es darf jedoch davon ausgegangen werden, dass sich die Art in Deutschland etabliert hat.

## Lebensweise
Die Käfer findet man im Mittelmeerraum in den männlichen Blüten von Tamarisken. In Mitteleuropa werden sie in welken Blüten verschiedener Bäume und Büsche wie Linden (Tilia), Waldreben (Clematis), Rhododendren (Rhododendron) und Äpfel (Malus) vorgefunden. Die Käfer beobachtet man das ganze Jahr, am häufigsten in der Zeit von April bis Juni. Die Larven entwickeln sich offenbar in den Gallen der Schwammgallwespe (Biorhiza pallida).